# Le Bal du comte d'Orgel (film)
Pour les articles homonymes, voir Le Bal du comte d'Orgel (homonymie).
Pour plus de détails, voir Fiche technique et Distribution.
Le Bal du comte d'Orgel est un film français réalisé par Marc Allégret d’après le roman éponyme de Raymond Radiguet et sorti en 1970.

## Synopsis
1920. Le comte Anne d'Orgel accueille et divertit la crème de la crème parisienne. Un beau jeune homme, François de Séryeuse, fait la connaissance du comte et de sa jeune épouse Mahé. François, qui est fasciné par Anne d'Orgel, devient inséparable du couple et tombe amoureux de Mahé. Un soir, il glisse son bras sous celui de la comtesse dans une voiture. Mahé alerte son mari qui n'y prête guère attention, considérant l'idylle débutante comme de simples enfantillages.

## Fiche technique
- Titre : Le Bal du comte d'Orgel
- Réalisation : Marc Allégret
- Assistant réalisateur : Michel Lang
- Scénario : Marc Allégret, Philippe Grumbach, d'après le roman éponyme de Raymond Radiguet[1]
- Dialogues : Françoise Sagan, Philippe Grumbach
- Décors : Pierre Guffroy
- Costumes : Mario Franceschi
- Photographie : Christian Matras
- Son : Robert Billard
- Montage : Victoria Mercanton
- Musique : Raymond Le Sénéchal
- Production exécutive : Philippe Grumbach
- Pays de production :  France
- Langue originale : français
- Format : couleur (Eastmancolor) — 35 mm — son Mono
- Genre : comédie dramatique
- Durée : 100 minutes
- Date de sortie : 
  - France : mai 1970 (Festival de Cannes)
  - France : 1er juillet 1970 (sortie nationale)

## Distribution
- Jean-Claude Brialy : Le comte Anne d'Orgel
- Sylvie Fennec : La comtesse Mahé d'Orgel
- Bruno Garcin : François de Séryeuse
- Micheline Presle : Madame de Séryeuse
- Gérard Lartigau : Paul Robin
- Sacha Pitoëff : Le prince Naroumof
- Marpessa Dawn : Marie
- Claude Gensac : Mademoiselle d'Orgel
- Ginette Leclerc : Hortense d'Austerlitz
- Aly Raffy : Mirza
- Marcel Charvey : L'ambassadeur
- Béatrice Chatelier : Amina
- Max Montavon : Un invité
- Wendy Nicholls : Hester Wayne